# Pierre Nicolas d'Agoult
Pour les articles homonymes, voir Agoult.
Pierre Nicolas d'Agoult, né le 1er décembre 1733 à Guise (Aisne), mort le 27 février 1801 à Paris, est un général d’artillerie de la Révolution française.

## État de service
Issu d'une famille originaire de Provence, il entre en service en mars 1747, comme enseigne à la compagnie du lieutenant-colonel au régiment de Vieille Marine, et le 17 octobre suivant il passe sous-lieutenant au Régiment Royal-Artillerie. 
Il est blessé par deux fois aux deux jambes par un éclat de bombe au siège de Port Mahon le 20 mai 1756, il est blessé par un coup de baïonnette à Münster la même année, il est nommé lieutenant en second le 26 juin 1756, et lieutenant le 1er janvier 1759. Capitaine en 1762, il est fait chevalier de Saint-Louis le 26 juin 1771, et il est nommé chef de brigade en 1776. 
Le 29 juin 1782, il devient directeur des manufactures d'armes de Saint-Étienne, Charleville et Maubeuge.
Le 27 novembre 1791, il est nommé colonel, et directeur de l'école des élèves d'artillerie de Châlons-sur-Marne, et le 1er novembre 1792, il devient membre du comité central de l’artillerie chargé de l’inspection des armes et ateliers dans la 17e division militaire.
Il est promu général de brigade le 22 décembre 1800, et il est admis à la retraite le 27 janvier 1801.
Il meurt le 27 février 1801 à Paris.

## Titres, décorations, honneurs
- Chevalier de l'Ordre de Saint-Louis le 26 juin 1771.

## Sources
- (en) « Generals Who Served in the French Army during the Period 1789 - 1814: Eberle to Exelmans »
- Thierry Pouliquen, « Les généraux français et étrangers ayant servis [sic] dans la Grande Armée » (consulté le 3 mai 2014)
- (pl) « Napoléon.org.pl »
- Georges Six, Dictionnaire biographique des généraux & amiraux français de la Révolution et de l'Empire (1792-1814) Paris : Librairie G. Saffroy, 1934, 2 vol.